# داني بولو
داني بولو (بالإنجليزية: Danny Polo)‏ هو عازف جاز أمريكي، ولد في 22 ديسمبر 1901 في كلينتون في الولايات المتحدة، وتوفي في 11 يوليو 1949 في شيكاغو في الولايات المتحدة.

## وصلات خارجية
- داني بولو على موقع IMDb (الإنجليزية)
- داني بولو على موقع ميوزك برينز (الإنجليزية)
- داني بولو على موقع أول ميوزيك (الإنجليزية)
- داني بولو على موقع ديسكوغز (الإنجليزية)